# Церковный староста
Церковный староста — человек из мирян, ведающий хозяйством церковной общины.

## История
Впервые должность упоминается в указах Петра I. Первая обязанность церковного старосты состояла в приобретении свечей и хранении церковной кассы, затем старосты стали ведать ремонтом храма, сбором пожертвований и соблюдением порядка. Церковный староста не является человеком духовного звания и помогает настоятелю прихода в управлении имуществом. Старосты назначаются настоятелем или избираются приходом.
В древней Церкви похожие задачи возлагались на дьяконов и ктиторов.
В XIX веке церковные старосты избирались на три года прихожанами. Избранных утверждали в должности в местной епархии.
19 (31) октября 1868 года указом Императора была утверждена форма церковных старост. Старостам кафедральных соборов и церквей в столичных и губернских городах полагался мундир IX класса Духовного ведомства. Старостам церквей в уездных городах и сёлах полагался мундир X класса. Для старост из крестьянского сословия полагался кафтан, который разрешалось (3 (15) декабря 1864 года) носить при крестных ходах хоругвеносцам. От хоругвеносцев кафтан старост отличался цветом воротников, обшлагов и галунов на фуражках. В епархии было разослано 200 копий рисунков формы церковных старост из крестьянского сословия.
Согласно IV главе «Положения об управлении Русской Православной Церкви», которая называлась «Приходы», Архиерейский Собор, состоявшийся 18 июля 1961 года, внес существенные изменения в организацию приходского управления. Настоятель вместе с клириками отстранялись от участия в приходском собрании и Приходском Совете. Все хозяйственные и финансовые попечения о приходе и храме возложены были исключительно на мирянские по своему составу приходское собрание и приходской совет во главе с председателем — старостой.
После 1988 года церковные старосты вновь находятся в подчинении своих настоятелей-священников.